# Hypopomus artedi
Hypopomus artedi är en fiskart som först beskrevs av Kaup, 1856.  Hypopomus artedi ingår i släktet Hypopomus och familjen Hypopomidae. Inga underarter finns listade i Catalogue of Life.